# Carlos Kaiser (labdarúgó)
Carlos Henrique Raposo ismertebb nevén Carlos Kaiser (Rio Pardo, 1963. július 2. vagy 1963. április 2. –) brazil álfutballista. Bár képességei messze elmaradtak a profi szinttől, a több mint tíz évig tartó pályafutása során számos különböző csapatnál is megfordult. Karrierje során egyetlen mérkőzésen sem lépett pályára, egyszer pedig, amikor közel került ahhoz, hogy beálljon, már a bemelegítésnél kiállíttatta magát. Képességbeli hiányosságait sérülésekkel, gyakori csapatváltásokkal és más trükkökkel igyekezett leplezni.

## Pályafutása

### Korai pályafutása
A "Kaiser" (Császár) becenevet fiatalkorában, Franz Beckenbauerrel való állítólagos hasonlósága miatt kapta, bár egy barátja, Luiz Maerovitch elmondása szerint a nevet a Kaiser sör ihlette. Reposo a Botafogónál kezdte a karrierjét, majd a Flamengóhoz igazolt. 1979-ben egy edzés során meggyőzte aPuebla játékosmegfigyelőit, a mexikói csapat pedig le is szerződtette, azonban már néhány hónappal később, egyetlen mérkőzést sem játszva távozott tőlük.

### A "futballista"
Később visszatért Brazíliába, ahol állabdarúgó-karrierbe kezdett, mert "futballista szeretett volna lenni, de nem akart futballozni". Olyan játékosok barátja lett, mint Carlos Alberto Torres, Ricardo Rocha és Renato Gaúcho, így olyan kapcsolatrendszert épített ki magának, amely mindig lehetővé tette, hogy beajánlják új klubhoz. Mivel az alkata hasonlított a profi játékosokéra, a képességei viszont nem, csalásai általában abból álltak, hogy aláírt egy rövidtávú szerződést és azt állította, hogy híján van a meccsterhelésnek, szóval az első néhány hétben csak a fizikális edzéseken venne részt. Amikor a többiekkel kellett edzenie, combhajlító-sérülést szimulált, amelyet az akkori technológiával nehezen lehetett leleplezni. Ha egy klub mélyebb vizsgálatoknak akarta kitenni, előjött a fogorvos barátja, és azt állította, Carlosnak gócos fertőzése van. Ezen módszerekkel sikerült több hónapig megmaradnia egy-egy klubnál, miközben csak edzéseken vett részt és sosem bukott le a csalásaival. 
Egy másik taktikája az volt, hogy összebarátkozott újságírókkal, akik aztán fiktív történeteket írtak róla. Egy cikkben megjelent, hogy a Pueblánál annyira jól teljesített, hogy mexikói állampolgárságot ajánlottak neki, hogy játszhasson a válogatottban. Emellett akkoriban ritkának és drágának számító játéktelefonokat is vett, amelyeken idegen nyelvű álbeszélgetéseket folytatott és utasított vissza nem létező ajánlatokat, hogy értékes játékos benyomását keltse. 

### Klubkarrierje
Brazíliába visszatérve Kaiser ismét a Botafogóba igazolt, hogy megkezdje a "karrierjét". A sérüléses trükkje mellett a játéktelefon is előkerült, amikor is angolul halandzsázva próbálta meghosszabbítani a tartózkodását a klubnál, azonban az angolul folyékonyan beszélő csapatorvos lebuktatta. Később a Flamengóhoz is visszatért, ahol szintén a sérüléses trükköt kijátszva töltött el hónapokat. 
Egyik átverésének részeként elhíresztelte, hogy Argentínában a Talleres de Córdobában és az Independientében is játszott, ahová Jorge Burruchaga barátja, egy "Alejandro" nevű férfi segítségével jutott el. Állítása szerint tagja volt az 1984-es Libertadores-kupát és az Interkontinentális Kupát megnyerő csapatnak is, ezt pedig úgy akarta bizonyítani, hogy Carlos Enriquének (egy ténylegesen a csapatban játszó argentin játékosnak) adta ki magát.
1986-ban állítólag Európába, a francia másodosztályban szereplő Gazélec Ajaccióhoz igazolt, ahol egy barátja is játszott. Bemutatásakor a csapat nyílt edzést szervezett, Carlos pedig a lebukástól tartva minden labdát kilőtt a nézőtérre, miközben a klub címerét csókolgatta. Sosem lépett pályára a csapatban és egy év múlva visszatért Brazíliába, egyik újságíró barátja viszont egy cikkben azt írta róla, nyolc évig játszott a Gazélecben, ahol a legjobb góllövő volt. Labdarúgó barátja, az Ajaccióban négy évig játszó Fabinho Barros állítása szerint azonban Kaiser valójában sosem járt Korzikán, és mindössze annyi történt, hogy egy brazíliai pályán lefotózták Kaisert egy Barrostól kapott Ajaccio-mezben. Barros állítása szerint Carlos ezekkel a fotókkal és egy hamis játékos-igazolvánnyal igyekezett bizonyítani, hogy játszott Franciaországban.
Hazatérve a Bangu csapatához igazolt, ahol ismét sérülést színlelt. Castor de Andrade, a klub főszponzora azonban megunta, hogy csak edzésen látja a játékost, ezért egy meccsen, ahol 2-0-ás hátrányban volt a csapat, azt mondta az edzőnek, hogy állítsa be őt. Amikor melegíteni küldték, Kaiser meglátott egy csapat, a játékosokat inzultáló szurkolót, akikkel összetűzésbe keveredett, ezért pedig már azelőtt kiállították, hogy beállt volna. A mérkőzés után azt hazudta Andradénak, hogy a szurkolók tolvajnak nevezték. Végül megbocsátottak neki és hat hónappal meghosszabbították a szerződését.  
Kaiser 1989-ben egy amerikai teremfutball-csapat, az El Paso Sixshooters keretében tűnt fel.
Később a Fluminensénél is megfordult, ahol a színlelt sérülés mellett a játéktelefon is újra előkerült, amikor eljátszotta, hogy visszautasítja más csapatok ajánlatait, mert boldog a klubnál, azonban az egyik segédedző lebuktatta. Később a Vasco da Gamához került, ahová azért vitték, hogy segítsen az egyik csapattársának leszokni az alkoholról, mivel ő jó ember hírében állt és köztudottan nem ivott. 

## Film
2015 novemberében Kaiser exkluzív megállapodást kötött egy brit produkciós irodával, a Nods & Volleys Entertainment Limiteddel arról, hogy megjeleníthetik a médiában a történetét. A film interjúit 2016 decemberére vették fel. 
A Kaiser! The Greatest Footballer Never to Play Football című film premierjére 2018. április 21-én, a Tribeca Filmfesztiválon került sor. A filmben Carlos Alberto, Zico, Renato Gaúcho, Bebeto, Junior és Ricardo Rocha is feltűnnek.

## Könyv
Rob Smyth újságíró Kaiser: The Greatest Footballer Never to Play Football című könyve 2018-ban jelent meg.

## Fordítás
Ez a szócikk részben vagy egészben  a   Carlos Kaiser (footballer) című angol Wikipédia-szócikk ezen változatának fordításán alapul.  Az eredeti cikk szerkesztőit annak laptörténete sorolja fel. Ez a jelzés csupán a megfogalmazás eredetét és a szerzői jogokat jelzi, nem szolgál a cikkben szereplő információk forrásmegjelöléseként.